# Mieczysław Małecki
Mieczysław Bronisław Małecki h. Jelita (ur. 14 lipca 1903 w Mielcu, zm. 3 września 1946 w Kłodzku) – polski językoznawca, slawista, profesor Uniwersytetu Jagiellońskiego.

## Życiorys
Urodził się w Mielcu, w rodzinie lekarza weterynarii Michała i Bronisławy z Grodeckich. Uczęszczał najpierw (od 1915) do gimnazjum w Złoczowie, a później w Nowym Targu. W latach 1923–1927 studiował filologię polską i filologię słowiańską oraz romanistykę na UJ. Magisterium uzyskał przedterminowo na podstawie pracy Archaizm podhalański wraz z próbą wyznaczenia granic tego dialektu. Studia uzupełniał na uniwersytetach w Belgradzie, Lublanie, Sofii i Zagrzebiu. W styczniu 1929 został powołany na współpracownika Komisji Językowej Polskiej Akademii Umiejętności. Od lutego 1935 był pracownikiem UJ, gdzie od 1 października 1937 kierował specjalnie dla niego utworzoną katedrą filologii południowosłowiańskiej.
6 listopada 1939 r. został aresztowany przez hitlerowców w ramach akcji „Sonderaktion Krakau”. Przebywał w więzieniach w Krakowie, Wrocławiu i w obozach koncentracyjnych Sachsenhausen oraz Dachau. Zwolniony w grudniu 1941 r. Powrócił do Krakowa, gdzie na zlecenie władz UJ podjął pracę w Institut für Deutsche Ostarbeit i brał udział w organizowaniu tajnego nauczania uniwersyteckiego. Prowadził je od kwietnia 1942, pełniąc funkcję Pełnomocnika Rektora do Spraw Tajnego Nauczania. Jego zasługi w tym zakresie zostały wysoko ocenione przez rektora, prof. Władysława Szafera. 24 stycznia 1945, objął obowiązki profesora, a w listopadzie 1945 został mianowany profesorem zwyczajnym nowo utworzonej katedry dialektologii słowiańskiej. Był też dyrektorem studiów słowiańskich.
W lipcu 1945 został wybrany członkiem Polskiej Akademii Umiejętności. Został pochowany w grobach rodzinnych w Rabce.
Zajmował się gramatyką historyczną języków słowiańskich. Napisał ponad 80 prac (w tym 8 książek), m.in. Atlas Językowy Polskiego Podkarpacia (1934), Język polski na południe od Karpat (Spisz, Orawa Czadeckie, wyspy językowe) (Kraków : Gebethner i Wolff, 1938, Seria: "Biblioteczka Towarzystwa Miłośników Języka Polskiego" nr 12).

## Upamiętnienie
Jego imię nosi ulica w Krakowie, u podnóża Kopca Kościuszki na Zwierzyńcu.